# Gesellschaftsspiegel (Skulpturen)

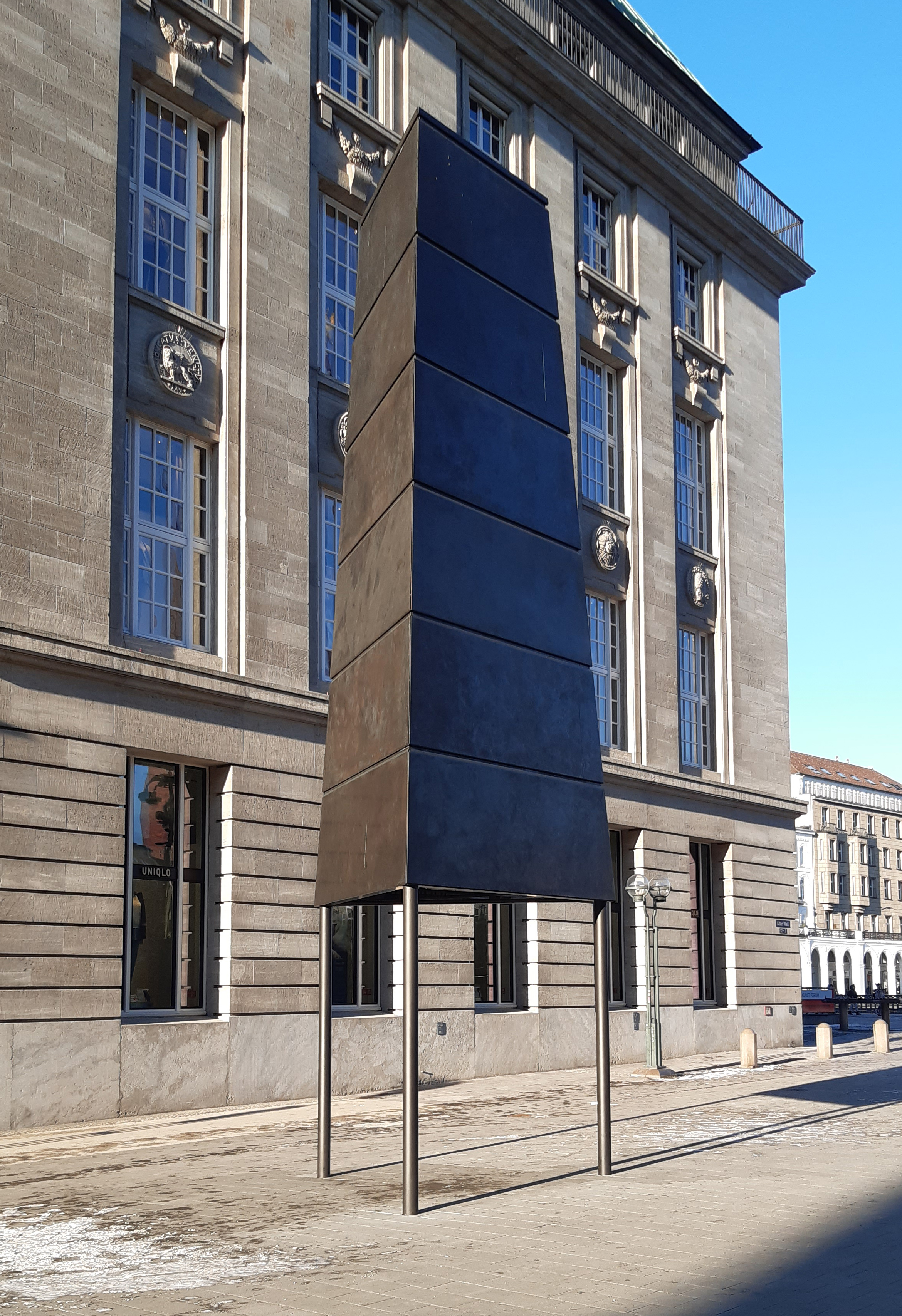
Skulptur vor dem Rathaus

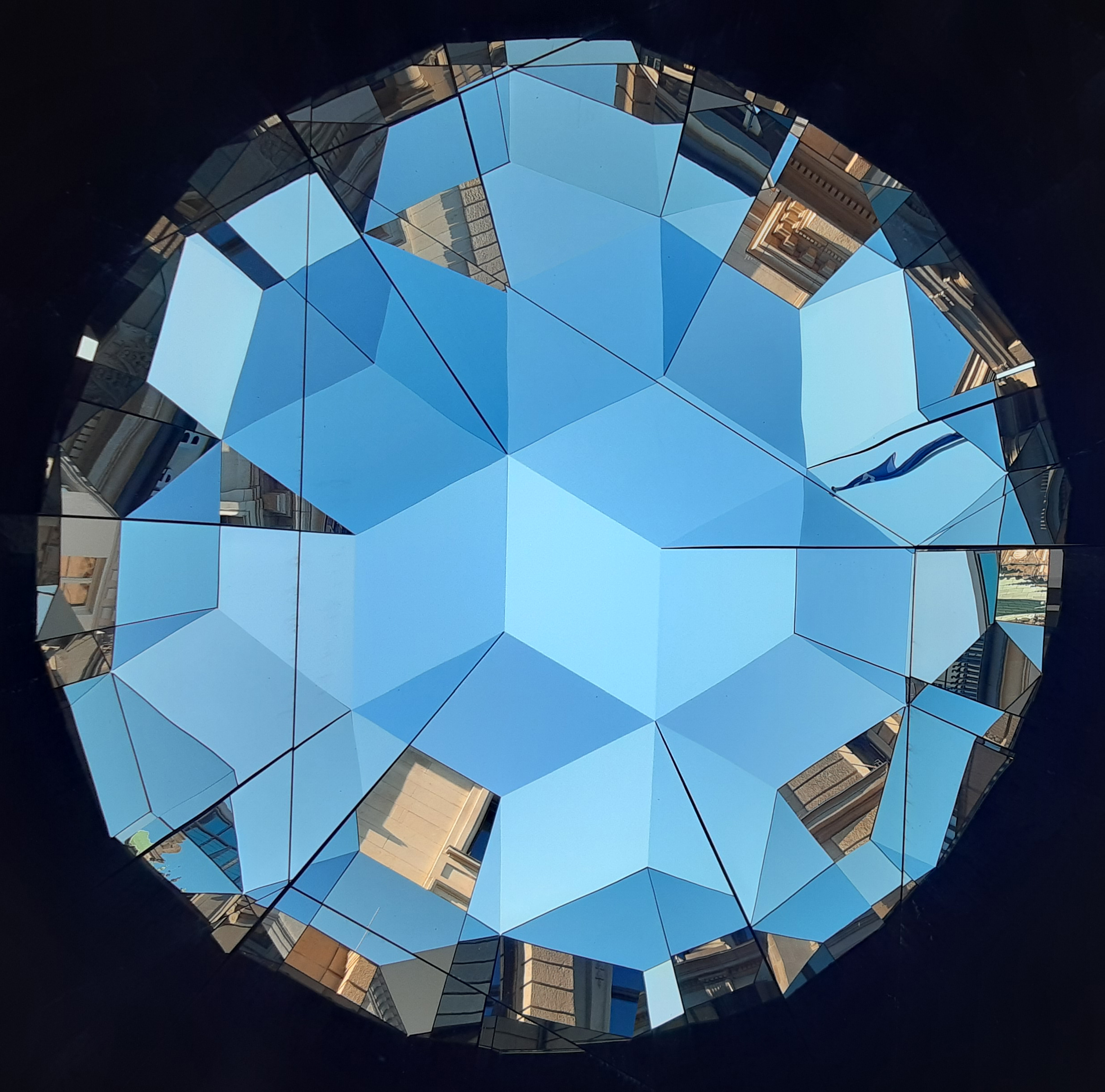
Kaleidoskop vor der Börse

Gesellschaftsspiegel sind zwei begehbare Skulpturen von Ólafur Elíasson, die seit September 2020 als Dauerleihgaben eines Investors auf dem Alten Wall in Hamburg stehen. Neben dem Hamburger Rathaus und der Hamburger Börse befindet sich jeweils eine 8,5 Meter hohe Konstruktion aus braunschwarz patiniertem Messing, vor dem Rathaus mit dreieckigem, vor der Börse mit rautenförmigem Grundriss. Im oberen Teil der Konstruktionen befinden sich Kaleidoskope mit Blickrichtung in den Himmel, die auch die oberen Teile der umliegenden Gebäude zeigen.
Laut Elíasson bieten die Skulpturen die Möglichkeiten, sich Zeit zu nehmen, innezuhalten, zu verlangsamen. Statt der horizontalen Perspektive des Konsumumfelds der Stadt schaffe hier der vertikale Blick nach oben eine Alternative. Das durch das Kaleidoskop zusammengesetzte Bild sei ein Spiegel einer vielgestaltigen Gesellschaft.
Vorausgegangen war eine Diskussion um die Neugestaltung des Alten Walls, der zu einer reinen Fußgängerzone mit Einzelhandel und dem Bucerius Kunst Forum umgestaltet wurde. Während sich Politiker der Grünen Bäume für die Straße wünschten, sprachen sich die Architekten des Umbaus dagegen aus, um den Blick auf die Fassaden nicht zu verstellen. Lediglich die beiden Skulpturen am Anfang und Ende der Straße wurden errichtet.

## Nachweise
1. ↑  Neues Kunstwerk von Olafur Eliasson in Hamburg aufgestellt, www.monopol-magazin.de vom 1. Oktober 2020, abgerufen am 14. Februar 2021.
2. ↑  Facetten Hamburgs: Gesellschaftsspiegel von Olafur Eliasson, musermeku.org vom 13. Oktober 2020, abgerufen am 14. Februar 2021.
3. ↑  Sandra Schäfer: Nach kuriosem Streit um Fläche vor Rathaus: Was steht denn hier für ein Metallklotz?, www.mopo.de vom 30. September 2020, abgerufen am 14. Februar 2021.

Koordinaten: 53° 33′ 3,5″ N, 9° 59′ 30,8″ O